# Denney
Denney (Duits: Düringen) is een gemeente in het Franse departement Territoire de Belfort in de regio Bourgogne-Franche-Comté en maakt deel uit van het arrondissement Belfort. De gemeente telde 762 inwoners op 1 januari 2022.
In het Elzassisch of het Duits heette de plaats vroeger Düringen.

## Geschiedenis
De gemeente maakte voor 2015 deel uit van het kanton Fontaine. Toen het kanton op 22 maart 2015 werd opgeheven werden Denney opgenomen in het kanton Valdoie.

## Geografie
De oppervlakte van Denney bedraagt 3,48 vierkante kilometer; Op 1 januari 2022 was de bevolkingsdichtheid 219 inwoners per km².
De onderstaande kaart toont de ligging van Denney met de belangrijkste infrastructuur en aangrenzende gemeenten.

## Demografie
Onderstaande figuur toont het verloop van het inwonertal.
Denney · Éloie · Évette-Salbert · Offemont · Roppe · Sermamagny · Valdoie · Vétrigne